# Englands U/20-fodboldlandshold
Englands U/20-fodboldlandshold er Englands landshold for fodboldspillere, som er under 20 år og administreres af The Football Association] (FA).